# スチューデント化された範囲
統計学において、qで表わされるスチューデント化された範囲（スチューデントかされたはんい、英語: studentized range）は、標本標準偏差によって正規化された標本中の最大と最小データ間の差である。名称は「スチューデント」という筆名を使用したウィリアム・ゴセットに因む。スチューデント化された範囲は1927年にスチューデント（ゴセット）によって導入された。この概念は後にニューマン（1939年）、コイルス（1952年）およびジョン・テューキーによっていくつかの未発表覚書中で議論された。その統計分布は「スチューデント化された範囲分布」であり、これはテューキーの範囲検定、ニューマン＝コイルス法、ダンカンのステップダウン手順といったシングルステップの多重比較手順のために使われる。

## 解説
スチューデント化された範囲（ほとんどの場合、変数qによって表わされる）の値は、数字のN(0, 1) 分布からの無作為標本x1, ..., xnと、全てのxiと独立している別の確率変数sに基づいて定義することができる。νs2は自由度νのχ2分布を持つ。次に、
{\displaystyle q_{n,\nu }={\frac {\max\{\,x_{1},\ \dots ,\ x_{n}\,\}-\min\{\,x_{1},\ \dots ,\ x_{n}\}}{s}}=\max _{i,j=1,\dots ,n}\left\{{\frac {x_{i}-x_{j}}{s}}\right\}}
はn個の群と自由度νについてのスチューデント化された範囲分布を持つ。応用上は、xiは通常それぞれサイズmの標本の平均であり、s2は合併分散、自由度はν = n(m − 1) である。
qの臨界値は3つの因子に基づく。
1. α（真である帰無仮説を棄却する確率）
2. n（観測あるいは群の数）
3. ν（標本分散を推定するために使われる自由度）

## 分布
X1, ..., Xnが独立同分布である正規分布した確率変数とすると、それらのスチューデント化された範囲の確率分布が通常「スチューデント化された範囲」と呼ばれるものである。ここで留意すべきは、qの定義が標本を抽出する分布の期待値あるいは標準偏差に依存せず、したがってその確率分布はそれらのパラメータによらず同じであるということである。

## 「スチューデント化」
一般的に、「スチューデント化（studentized）」という用語は、母集団の標準偏差の推定値によって割ることで変数のスケールが調節されたことを意味する。この標準偏差が「母」標準偏差ではなくむしろ「標本」標準偏差であり、したがって無作為標本それぞれによって異なるものであるという事実は、「スチューデント化」されたデータの定義と分布に不可欠である。「標本」標準偏差の値のばらつきは計算される値のさらなる不確実さに寄与する。これは「スチューデント化」された統計量の確率分布を探す問題を複雑にする。

## 推薦文献
- Pearson, E.S.; Hartley, H.O. (1970) Biometrika Tables for Statisticians, Volume 1, 3rd Edition, Cambridge University Press. ISBN 0-521-05920-8
- John Neter, Michael H. Kutner, Christopher J. Nachtsheim, William Wasserman (1996) Applied Linear Statistical Models, fourth edition, McGraw-Hill, page 726.
- John A. Rice (1995) Mathematical Statistics and Data Analysis, second edition, Duxbury Press, pages 451–452.
- Douglas C. Montgomery (2013) "Design and Analysis of Experiments", eighth edition, Wiley, page 98.